# 星奈あい
星奈 あい（ほしな あい、1995年〈平成7年〉10月29日 - ）は、日本の元AV女優。バンビプロモーション所属。

## 略歴
東京都出身。元歯科衛生士。2017年9月AVデビュー。
2019年3月1日、FANZAアダルトアワード2019最優秀女優賞にノミネート。同年9月に心の充電期間を兼ねた休業を発表。休業以前は最大月15本を撮影。4連動していた。
2020年11月、プレミアム専属女優として復帰作を発売。以前はお金のためにAVに出演していたが、復帰以降は「よりよい作品を一本一本に集中して作っていこう」という心情になったと述べている。
2024年4月、TAE台湾(TaiwanAdultExpo)参加
2024年4月、Fantia開設。ポートレート写真を中心とした日常やアート作品が多数発表される。
2024年9月、Fantiaにてに全ての活動を終えることとファンへの感謝が伝えられる。
『星奈あいという存在を消して、これから私個人の人生の一歩だと思っていただき、どうか悲しまないで。ずっと応援してくれてありがとう』

## 人物
- 女子高生から人妻まで幅広い役柄で出演している「カメレオン女優」[8]。
- 特技はピアノ、趣味は映画鑑賞[9]。のちのインタビューでピアノはお嬢様感を出すための設定付けであり、実際は全く弾けないと述べている[10]。
- 初体験は高校2年の時で、それが想像を超えるようなものでなかったことからセックスを追究するため18歳から19歳までの間に30〜40人と経験[11]。元々自由な生活に憧れていて勤めていた会社を辞めた時にAV女優になれば少ない仕事でお金が稼げると思い自ら応募した[11]。
- 休業中は心身を休めるため、そして新型コロナウイルス感染症流行下でもあったことも重なり、引退間近の親友七海ゆあの依頼で彼女とのレズ作品を1本リリースした以外の仕事は全くしておらず、配信テレビで映画やアニメ作品を見ていた[10]。

## 映像作品

### アダルトDVD
- 「ゾクゾク犯されたい…」 超敏感で何度も痙攣絶頂を繰り返すお嬢様育ちのドM令嬢が刺激を求めてAV出演志願（9月19日、kawaii*）
- S級娘 クラスで1番可愛い清楚美少女はお父さんみたいな人が好きな老け専 だから おじさんにビチャビチャにされるほどのドM変態娘 だった!（10月7日、ゴールデンタイム）
- 絶望エロス 少女性風俗 派遣メイド 悦楽のハードレッスン 禁断の蜜の味をいま、あなたに…（10月13日、絶望エロス）
- いつでも中出しさせてくれる僕だけの女子●生アイドル（11月10日、宇宙企画）
- 初期不良少女（11月10日、バルタン）
- 制服と布団と汗が滴る淫湿セックス 極上娼婦のような制服美少女は、汗と愛液の香りを漂わせ… 羞恥心に苛まれながら、情欲性交に身を堕とされてゆく…。（11月13日、オーロラプロジェクト）
- 噂の超カワお嬢様(ドM)を 誰でも即中出しOK→肉オナホ洗脳! 「本気で感じ過ぎて…」（11月13日、ジェントルマン）
- 【激シコ注意】 私をメチャクチャに犯して下さい…。性欲を溜め込んだ神カワ娘が夢中でヤリまくる変態生セックス（11月19日、チキチキカマー）
- 行列ができる添い寝リフレ 星奈あい 生田みく 小松美柚羽 山川ゆな（11月24日、I.B.WORKS）
- 美少女×失禁×羞恥×快楽敏感アクメ開発お漏らしメイド（11月25日、MOODYZ）
- 「私、引きこもりの同級生とその家族の人達に凌辱され種付けされ続けるの…そう、これから毎日…」「そして何度も子宮に注がれる精○…私、もう普通の女の子には戻れないね…」（11月25日、オーロラプロジェクト）
- 寿退社する妻の送別会ビデオ 僕の愛しい嫁さんが酒に呑まれ会社の上司や同僚に寝取られました。 其の5（12月1日、変態紳士倶楽部）
- ずーっとベロキスしながらHしよッ♡（12月8日、宇宙企画）
- 幼なじみの2人 あいと奈美 咽かえるような汗と愛液と精液の臭い… 2人の美少女は、獣のごとき輩に、身も心もドロドロに汚され壊されてゆく…そう…それはまさに地獄絵図 星奈あい 関根奈美（12月13日、オーロラプロジェクト）
- オジサンとの濃密SEXに堕ちるドM変態願望少女 教えて下さい。ワタシもっと色んな事を知りたいんです（12月13日、MARX）※「あい」名義
- 下衆の口説き 新人女優星奈あいを、AV監督にしくんが口説いて嘘ついて裏でハメ撮り⇒そのままAV化!（12月21日、SODクリエイト）
- はじめての一人旅。 親戚の伯父さんとひと夏の思い出（12月22日、I.B.WORKS）
- 最強属性 17（12月22日、最強属性）
- 肉棒ず〜っとおしゃぶりしながら同棲性活（12月25日、MOODYZ）

- 小さなマ●コ フェラもオナニーも生本番も全部ドM!（1月1日、ロリ専科）
- 時間停止 援交娘にタダマン中出し（1月1日、エムズビデオグループ）
- 姉犯日記（1月4日、グローリークエスト）
- スク水生徒 便所ハメ撮り (1月7日、パコパコ団とゆかいな仲間たち/妄想族) *ベスト作品
- ドM生徒ディルド補習 (1月7日、パコパコ団とゆかいな仲間たち/妄想族) *ベスト作品
- 絶対妊娠! ガン反り生チ○ポで孕ませ中出しSEX!（1月7日、本中）
- 学園で中出ししよっ♡（1月12日、宇宙企画）
- 子作りはご奉仕の一環 妊娠OK美少女メイド（1月13日、ワンズファクトリー）
- めちゃくちゃ可愛い義妹と抜きまくり同棲性活（1月25日、BeFree）
- 新放課後美少女回春リフレクソロジー+ Vol.008（1月26日、宇宙企画）
- 上司の彼女を強制放置 媚薬バイブNTR 身動きできない腰くね痙攣絶頂（2月1日、MOODYZ）
- 涎だらだら 爆音フェラチオ女教師（2月1日、PREMIUM）
- 人妻の浮気心（2月1日、エマニエル）
- クラスでも地味な存在だった学級委員長（2月1日、プラネットプラス）
- 可愛い妹の浮きブラから乳首がポロリ 兄妹なのにエロヤバい関係になってしまった件（2月2日、h.m.p）
- 濃密な接吻と本気の性交。 VOL.003（2月2日、ONEZ）
- 極上2点責め快感エステ（2月7日、痴女ヘブン）
- 新任女教師 星奈あい マシンバイブ調教×催淫三角木馬×危険日中出し15連発 そのすべてで潮!潮!潮! 27（2月8日、サディスティックヴィレッジ）
- 10年ぶりに再会した従妹の挑発Tバック（2月13日、MOODYZ）
- ラッキー中出し 思春期の妹と友達が泊まりに来て全員に告白されたから子作り♡ 椎名そら 河南実里 星奈あい 麻里梨夏（2月13日、本中）
- 止まらない快感… 〜貞淑妻を虜にする背徳の全身愛撫〜（2月19日、マドンナ）
- またイっちゃう! 敏感連続イキまくり あい（2月19日、MARRION）
- 清純女学生強制中出し性交（2月25日、MAX-A）
- 裏マゾ美少女との御籠りと、粘液糸引き、愛液飛び散る濃厚セックス（2月25日、オーロラプロジェクト）
- 禁断介護（3月1日、グローリークエスト）
- ノーカット撮影汗だく性交。 快感で激しく痙攣。覚醒する性。（3月1日、TEPPAN）
- 舌でチロチロ焦らしてグッポグッポ咥え込む! チンシャブ大好き美女の腰抜けフェラテク魅・せ・て・あ・げ・る♡（3月7日、痴女ヘブン）
- 星奈あい レズ解禁 よだれとマン汁を絡ませ合うベロキス密着遊戯 星奈あい あおいれな（3月7日、乱丸）
- 星奈あいの凄テクを我慢できれば生★中出しSEX!（3月13日、ワンズファクトリー）
- 男達の性玩具 黒髪美少女はオナペット あい18歳 星奈あい (3月13日、イノセント/妄想族)
- ツインテール貧乳ニーハイソックス美少女と中出し性交（3月23日、TMA）※オムニバス作品
- 姪交換 〜2人の叔父による調教姪っ子交換記録〜 星奈あい 神坂ひなの（3月23日、TMA）
- 中年好きの肉食女子校生とロリコン変態オヤジの性交（3月25日、JUMP）※「あい」名義
- 絶対領域 制服美少女 愛しのニーハイ（4月1日、MOODYZ）
- 父が出かけて2秒でセックスする母と息子（4月1日、VENUS）
- 転校初日、性欲処理大臣に任命されちゃったボク。河南実里 美谷朱里 星奈あい 泉りおん（4月7日、MOODYZ）
- 新歓コンパNTR 僕だけに一途で清楚な彼女がサークルの歓迎会でベロベロに酔わされて中出しされていた。（4月7日、ワンズファクトリー）
- 朝がくるまで射精させる種搾りプレス（4月7日、痴女ヘブン）
- 彼女の妹に愛されすぎてこっそり子作り性活♡（4月7日、本中）
- 激カワ!微乳スレンダー女子大生 密室中出し性交（4月10日、ケートライブ）※「あい」名義
- 姪っ子をご奉仕メイドに育成して何度も射精しまくった僕…（4月13日、MOODYZ）
- 連続アクメ中出し調教で性欲覚醒（4月13日、REAL）
- 星奈あいが僕の彼女だったら…（4月13日、宇宙企画）
- 堕とされた生徒会長 Mの刻印 私は大切にしていたプライドも、正義感もすべてズタズタにされ、屈辱的なM調教の末、身も心も下劣な男達の性処理玩具に成り果てたのです…。（4月13日、オーロラプロジェクト）
- 胸糞注意 気弱な僕に出来た人生初の超可愛いマジメな彼女とラブラブ交際をしていたら 県内最強の鬼豚DQN武丸先輩に見つかって今度あのナオン流れて来いやと脅されて仕方無くDQNの溜まり場へと大事な彼女を連れていってしまった時の話です。（4月13日、JET映像）
- いいなりッ子とプチSの女子●生 学校こっそりレズえっち 星奈あい 愛里るい（4月19日、レズれ!）
- ラブイチャ同棲生活 甘えん坊彼氏の理想の彼女になるんだもん!（4月19日、ABC）
- 売りをする女学生の中出し性交録（4月25日、MAX-A）
- 好きな人の為に、私は堕ちて行きます…。 輩系ダメンズに溺れ、裏風俗に落されたお嬢様 汚い男の人達のモノに奉仕し、身も心も嬲られ、汚される毎日…あれ?…なんだか私…悦んでる…?（4月25日、オーロラプロジェクト）
- 口が達者な愛娘が生意気にならない子育ての秘訣。 誰カ…タスケテ…（4月25日、ダスッ!）
- 出会って即生ハメ!即中イキッ!中出し直後のビクッビクンってイッてる時に激ピストン再開!「もうイッてるってばぁ!」抵抗を無視して追撃ピストン連続中出し!!（4月25日、本中）
- 売りをする女学生の中出し性交録 星奈あい(4月25日、マックスエー)
- 麻薬捜査官 媚薬漬け膣痙攣（4月26日、アイエナジー）
- 両親の居ない日、僕は妹と精子が枯れるまで1日中ヤリまくった。（4月27日、TMA）
- あいの体内に269発の媚・薬・濃・縮精液注入（5月1日、ワンズファクトリー）
- 友人の母親（5月1日、VENUS）
- 女子●生のパンティが好き vol.6（5月3日、OFFICE K'S）
- 家政婦を飼う女 レズビアンお嬢様に雇われて… 星奈あい 香椎りあ（5月7日、ビビアン）
- 女子●生媚薬拘束 潮吹きイカセ（5月11日、REAL）
- おれの最愛の妹が中年オヤジとの望まない結婚を強いられた（5月13日、MOODYZ）
- ノーパン中出し散歩（5月15日、ピーターズMAX）
- W小悪魔挑発美少女 跡美しゅり 星奈あい（5月19日、MARRION）
- 【神パコ殿堂入り】激カワ美少女達に媚薬を飲ませて生キメパコ!赤ちゃん部屋を濃厚ザーメンでたぷたぷにしてみたwww（5月19日、チキチキカマー）※オムニバス作品
- 教え子と子作り新婚生活（5月24日、アイエナジー）
- 紅百合 NTR 奪い愛 〜私の彼女が姉に寝取られました〜 星奈あい 七瀬あいり 卯水咲流（5月25日、h.m.p DORAMA）
- 人気AV女優星奈あい×アニメコスプレ 〜本能剥き出しディープキス中出し性交〜（5月25日、TMA）
- イクイク♡早漏妹と排卵日子作り生活 ACT.007 星奈あい（5月25日、REAL）
- 今、失踪した大切な婚約者のレイプ映像がDVDで送りつけられてきた… 犯され、輪わされ、絶頂させられ、徹底的に淫乱調教されていた…（5月25日、オーロラ・プロジェクト）
- あの日、大学の飲み会が中出し輪姦サークルに変わった。（5月25日、本中）
- 俺の妹とお前の妹どっちがエロいか交換して中出ししまくってみないか? #05 河南実里 星奈あい（6月1日、MOODYZ）
- 舐められざかり 星奈あい (6月1日、ドリームチケット)
- 即ハメ×潮吹き×ポルチオ 大情熱SEX（6月8日、e-kiss）
- 幸せ即堕ち妻 結婚式5日後、祝いの飲み会で妻は同級生に犯され続けた…（6月13日、溜池ゴロー）
- 可愛い顔してデカ尻！！ 星奈あい (6月19日、MARRION)
- 背後から膣奥深く侵入する鬼畜チ○ポにイキ堕ちる危険日孕ませバック痴● 星奈あい(6月25日、本中)
- 大絶頂×大痙攣 悶え狂う中出しガクブルSEX 星奈あい (6月25日、マックスエー)
- 真夏の雨上がりねっちょり中年親父濡れ透け汗だく濃厚性交（7月1日、MOODYZ）
- 銀河級美少女とたくさんコスっていっぱいエッチしよ！星奈あい Vol.003(7月13日、ケイ・エム・プロデュース)
- パンスト妄想脚 星奈あい（7月20日、ミル）
- もしも神美少女 星奈あいが妹だったら・・!（7月24日、K-Tribe）
- 中年男と美少女二人が出会ったその日に狂ったようにハメまくる変態ケダモノ中出しSEX 神谷充希 星奈あい（7月25日、kawaii*）
- 奴隷シール 星奈あい（7月26日、h.m.p DORAMA）
- 裸のドキュメント。星奈あいってどんな娘？(7月27日、TMA)
- 誘惑女子校生デカ尻スク水H スレンダークビレ巨尻娘ヒップ95cm 星奈あい（8月7日、デジタルアーク）
- 星奈あいのギャルでしようよ（8月10日、クリスタル映像/e-kiss）
- 先っぽ3cmまでは挿入させてくれる姉とのギリギリ相姦未満生活（8月13日、アリスJAPAN）
- 世界一コンドームをパンパンに膨らます男の中出しドッカーンSEX 星奈あい 美谷朱里（8月19日、ROOKIE）
- 帰省して久々に会った妹と親には内緒の近親相姦中出し性交（8月24日、TMA）
- 危険日限定出勤 制服美少女の放課後連続中出しソープ（8月25日、本中）
- 密着して舐め尽くす むしゃぶり唾液痴女（9月1日、Fitch）
- ふたなり「もうイッてるってばぁ」 膣イキと射精が止まらない追撃ピストン痙攣絶頂篇（9月1日、ワンズファクトリー）
- 純粋で、無口な、笑顔のかわいい美少女 あい（9月1日、ロリ専科）
- 妄想アイテム究極進化シリーズ せっかく女になったのに…不完全な女体化で下半身はふたなり!? 3 完全なる女体化で白衣の天使になった俺が…編 星奈あい きみと歩実 羽生ありさ 牧野れいな（9月6日、ROCKET）
- 星咲せいら潮吹きまくり絶頂レズ解禁。〜敏感スレンダーボディに絡みつく星奈あいのレズタチ〜（9月7日、ビビアン）
- 日本中の男子達に彼女のアへ顔SEXを晒す鬼畜彼氏の投稿話（9月7日、h.m.p）
- 勉強しかできないメガネっ子女子大生4人組の性の偏差値アップ研究 麻里梨夏 星奈あい 永井みひな 藤浪さとり（9月14日、BAZOOKA）
- 世界で一番 性的なサービスで男を満足させる女の子たちの超気持ちいい中出し風俗店 星奈あい 優月まりな 浅見せな（9月19日、ROOKIE）
- 母と娘のレズビアン 娘の手マンに狂う女社長 竹内梨恵 星奈あい（9月19日、ルビー）
- 鉄板Complete 星奈あいBEST 清楚な顔を豹変させる絶頂汗だく性交（9月19日、TEPPAN）
- ロリ専科 清楚美少女～上京してきた姪っ子が見ない間に大人っぽくなっていた～ひとりっ子 あい 星奈あい (10月1日、グレイズ)
- 今日はお前らの乳首イジり倒してやるからな!! こねくり痴女責めで悶絶!寸止め!常にギュ～ン性交 椎名そら 星奈あい（10月1日、MOODYZ）
- 今日これから… 君の乳首、犯しにイクね（10月5日、ドリームチケット）
- 仲良しキンタマ姉妹との夏休み 金玉を優しくず～っとさわさわペロペロ!姉妹どんぶり中出し性交! 星奈あい 富田優衣（10月19日、M's Video Group）
- 洗脳 潜入捜査官（10月19日、バミューダ）
- 中に出してと優しく迫り、卑猥な淫語で淫らにサービス キュートな美少女淫語中出しソープ嬢 あい 星奈あい(10月25日、AVS collector’s)
- 奇跡の敏感美少女!!!  ～図書館で働く地味なJ●バイトちゃんのイキまくり痙攣FUCK（11月7日、桃太郎映像出版）
- 完全M男化同棲生活 2 ～愛してるから調教するの!～（11月8日、AKNR）
- 催眠アプリで生意気な娘をいいなりにする鬼畜父中出し調教（11月23日、TMA）
- いつでもどこでも時間停止して中出しできる学園 III 星奈あい 跡美しゅり 倉木しおり 水川えみる 持田栞里 早川瑞希 桃尻かのん 水嶋アリス 天月叶菜 藤波さとり（12月1日、MOODYZ）
- (裏) 手コキクリニック ～完全版～ 性交クリニックファン感謝祭2018 ユーザーリクエストで選ばれたオールスター豪華ナース大集合 4時間SP! 大槻ひびき 佐々木あき 神宮寺ナオ 星奈あい 美谷朱里 向井藍（12月6日、SODクリエイト）
- 星奈あい式早漏チ○ポ強化合宿 (12月6日、AKNR)
- ムッチリ女子校生ブルマ尻（12月7日、デジタルアーク）
- 星奈ハンパないって!旅館に泊まってたらめっちゃエロいことするもん! そんなんできひんやん普通、そんなんできる? 言っといてや!（12月13日、ドバドバ大作戦/HERO）
- 破滅女教師 恥辱の教室（12月19日、バミューダ）
- 奴隷志願 11 一撃! 特濃中出し。 (12月21日、MAD)
- 隣の美人奥さんは酔っ払うと誘惑してくる人妻キャバクラ嬢（12月21日、クリスタル映像）
- 夫は知らない ～私の淫らな欲望と秘密～（12月25日、マドンナ）

- クラスのDQN軍団から助けてくれたのに何も出来ない僕。（1月1日、MOODYZ）
- あまりのデカマラに目を奪われて… 巨根で貫かれる中出し黒人温泉 ～夫の隣で痙攣堕ちする美尻妻・あい～（1月1日、Fitch）
- さらば青春の光 ～クラスメイト達との学園生活とセックス～ 星奈あい 七海ゆあ 宮崎あや（1月11日、宇宙企画）
- 【M男限定】ぬきテク駆使してドピュドピュ種飛ばし!ちんズリ大好きスレンダーの神痴女テクニック（1月13日、MOODYZ）
- 抱かれたくない男に死にたくなるほどイカされて…（1月25日、マドンナ）
- 妻の寝取られビデオレター 他人棒イキっぱなし子宮レ○プ（1月25日、人妻花園劇場）
- 放課後女子●生無断種付撮影会 500分(1月25日、ケイ・エム・プロデュース) オムニバス作品
- 女体化スキンSP ～皮を被って異性に変身～2019春夏スキンコレクション 美谷朱里 星奈あい 春原未来 三原ほのか（2月1日、ROCKET） ※「AV OPEN 2018」マニア・フェチ部門 エントリー作品
- 日本最大の繁華街にある「老舗おっぱいパブ」でオキニの嬢が騎乗位生ハメで中出しするまで 星奈あい 微乳美少女スペシャルver.（2月1日、Mr.michiru） ※「AV OPEN 2018」マニア・フェチ部門 エントリー作品
- 100％女を堕とす美貌!! イケメン過ぎるヴァイセクシャル女子がレズタチAV Debut!! 佐久間ルイ 星奈あい 麻里梨夏（2月1日、ビビアン） ※「AV OPEN 2018」マニア・フェチ部門 エントリー作品
- 淫語で誘い込むおまんホールド ～匂い立つびしょ濡れ女の子シロップ～（2月1日、Fitch）
- 星奈あい 1年半前の約束（2月7日、パコパコ団とゆかいな仲間たち）
- 人妻肉欲家政婦 エロ小説家に妻を好き放題弄ばれ中出しペットに調教されました 星奈あい (2月13日、アクアモール/エマニエル)
- 絶対領域 挑発美少女ハーレム学園 すべすべな太ももに挟まれ身動きできず何度も射精させられる あべみかこ 跡美しゅり 星奈あい 加藤ももか（2月13日、MOODYZ）
- 闇の飼育 剃られた恥丘（2月19日、バミューダ）
- 声出したら中に出すぞ!! 追い詰め孕ませレ×プ～ストーカーに脅された制服女子～（2月25日、本中）
- 「制服・下着・全裸」でおもてなし またがりオマ○コ航空 10 豪華CA揃い 特別リクエスト企画＋総集編 280分スペシャル便! 黒川すみれ 美谷朱里 星奈あい 明里ともか（3月7日、SODクリエイト）
- 無編集動画】カメラは止めない！ONE CUT OF THE SEX 星奈あい (3月7日、パコパコ団とゆかいな仲間たち/妄想族)
- 脱がされたリクルートスーツ ～新人輪姦研修～（3月8日、NAGIRA）
- 大好きだった元カノが初イキを覚えたと知らされたボク。（5月1日、MOODYZ）
- ご主人様が大好きすぎるヤンデレメイドご奉仕 Vol001星奈あい（5月3日、ONEZ）
- 単独強姦マニア 噂の看板娘編（5月7日、アタッカーズ）
- レズテクNO.1決定戦台本なしのイカセ合いバトル！ DOCUMENT LESBIAN 2019 ガチレズセックス大乱交 (5月7日、ビビアン)
- 夫と子作りSEXをした後はいつも義父に中出しされ続けています…。（5月7日、マドンナ）
- 放課後裏ピンサロ チンしゃぶ制服少女のご奉仕連続射精（5月13日、MOODYZ）
- 密室調教レズアナル 妃月るい 星奈あい（5月19日、レズれ!）
- 女囚強姦 檻の中の悲劇（5月19日、バミューダ）
- 制服美少女に58日間乳首を犯され続けた家庭教師の僕。（5月25日、痴女ヘブン）
- 悶絶クンニMANIAX（6月1日、ワンズファクトリー)
- 濃厚親父×姉妹洗脳 私達、新しいお義父さんの性玩具。深田えいみ 星奈あい（6月7日、PREMIUM）
- 星奈あいのガチリア友がまさかのレズ解禁！！ ～仲良し同士の恥じらい全力レズSEXドキュメント～(6月7日、ビビアン)
- W天才痴女に囁かれながらヌカれ続ける誘惑お姉さん逆3P中出し 美谷朱里 星奈あい（6月13日、MOODYZ）
- 禁欲生活で性欲が爆発して男を監禁! W痴女の逆サンドイッチ種搾りSEX 星奈あい 柏木まい（6月13日、Fitch）
- お尻大好きしょう太くんのHなイタズラ（6月20日、グローリークエスト）
- 夫の上司に犯され続けて7日目、私は理性を失った…。（6月25日、マドンナ）
- 至近距離に彼女がいるのに耳元でコソコソ口説いてくるささやき誘惑中出し（6月25日、本中）
- レズカップル山ガール 輪姦凌辱&強制懐妊 壊されてゆく極上女子大生 汗と愛液に咽び泣く淫極の山荘 星奈あい 平花（6月25日、オーロラ・プロジェクト）
- 清純な僕の彼女に狙いを定めた元AV男優のデカチン上司（7月1日、MOODYZ）
- 食べられる女 養女・宮原愛子（7月1日、FAプロ）
- 祝!デビュー2周年 美しすぎるレズ解禁!! 山岸逢花 星奈あい 大槻ひびき あおいれな 美谷朱里（7月7日、PREMIUM）
- 星奈あいのM男拉致監禁 調教物語（7月7日、犬）
- 夫婦で挑戦!夫が星奈あいの凄テクを20分我慢できたら賞金! 2回イカされちゃったら妻が寝取られ中出しSEX!!（7月13日、はじめ企画）
- 私は飯場の性欲処理肉便器 口、手、そして膣に、飽きられるまで下劣な輩達の精液を受け続ける奴●女子大生 星奈あい(8月13日、オーロラプロジェクト・アネックス)
- 夫の上司に魅せられた人妻。激しくピストンする黒光したペニス。 人妻黒人ntr（8月25日、ダスッ!）
- 大浦真奈美レズ解禁!! 愛欲の同級生レズビアン ～汗だくで求め合うひと夏の淫らな誘惑～ 大浦真奈美 星奈あい（8月25日、マドンナ）
- 星奈あいが柏木まいと渚みつきのオマ○コ重ねてまとめてイカせるガチレズ同性愛SEX!ド淫乱な2人も星奈あいを激しく責めて… 全員エビ反り絶頂!!（8月25日、セレブの友）
- 【閲覧注意】胸糞レイプ映像 ムカつく女は輪姦(まわ)すに限る!（9月7日、アタッカーズ）
- ラッキーパンチラ学園 挑発チラリズムハーレム(9月13日、ムーディーズ)
- 夫の友人NTR種付けプレス 学生時代の親友から連絡があり3泊4日で妻と故郷に行ったあの時の… 俺の知らなかった屈辱的な「想い出」が記録された友人からのビデオレター。（9月25日、マドンナ）
- 姪っ子たちの夏の想い出…みんなで大好きな伯父さんとザーメン中出し種付けSEX 星奈あい 柏木まい 渚みつき（9月25日、セレブの友）
- 痴女たちの狂宴 BITCHMONSTERHOUSE 加藤ももか 星奈あい 高杉麻里 みひな（10月11日、Million）
- 女教師強姦2 美人の先生を放課後犯す(11月8日、レアルワークス)

- 会員制 人妻玄関ピンサロ ワタシのお口で気持ちよくしてあげる 4（1月19日、アクアモール/エマニエル）
- マブダチとレズれ! 私がAVを引退する前に大好きな彼女に伝えたい10のこと 七海ゆあ引退レズ特別編 七海ゆあ 星奈あい（1月19日、レズれ!)

※『クラスでも地味な存在だった学級委員長』『男達の性玩具 黒髪美少女はオナペット』の2作品を完全収録!
- 専属決定・独占発売! 囁き淫語スペシャル 星奈あい（11月7日、PREMIUM）

- 夏休みのムラムラお姉ちゃん達の性玩具にされちゃったボク 深田えいみ 星奈あい（12月7日、PREMIUM）

- 令和少女と初遭遇した昭和親父はベビーブームを支えた子作りピストンで毎日犯し続けた…（1月7日、PREMIUM）
- キスが上手すぎる痴女後輩の誘惑に負けて唾液だらだら中出し交尾で射精させられたボク（2月7日、PREMIUM）
- 〈出張最終日〉女上司とまさかの相部屋 ささやき騎乗位で朝まで何度も中出しされたボク。（3月7日、PREMIUM）
- 息子の許嫁が娘になったから10年の念願を叶えて何度も中出しした。（4月7日、PREMIUM）
- クソ上から目線の姪っ子を催眠術で恥ずかしいお仕置きをする。 原作STUDIO PAL（5月7日、PREMIUM）
- ド痴女ハーレム 綺麗なお姉さんに挟まれ囲まれて何度も中出しさせられる! 星奈あい 蓮実クレア 大槻ひびき AIKA（6月7日、PREMIUM）※Blu-ray版同時発売
- 免許合宿NTR【専属女優スペシャル!】～女子大生の彼女とチャラ男の最低な浮気中出し映像～（9月21日、PREMIUM）
- 星奈あいに逆ナン痴女られ! 精飲&中出し犯されて… しっとり淫語で24時間射精させられた僕（11月16日、PREMIUM）
- 星奈あいにベストオナニー指示出せたら在宅明け 即! 中出しセックス! ～ファンから募集して自宅でヤった1ヶ月間の自撮りオナニー29回全記録! 12時間SPECIAL～（12月21日、PREMIUM）

- 痴女3姉妹の執事になって365日痴女られ中出しさせられ続けているボク。-プレミアム専属ハーレムSPECIAL- 希島あいり 山岸逢花 星奈あい（1月18日、PREMIUM） ※Blu-ray版同時発売
- 超絶エロボディ プレミアS級美女 最高級ソープ（2月18日、MBM）他出演：君島みお、中城カノン、前乃菜々、小早川怜子
- 妻と倦怠期中の僕はあい（義妹）に誘惑されて何度も、何度も、中出しをしてしまった…。 星奈あい（3月15日、PREMIUM）
- サークルの女先輩2人と始発まで5時間 何度も何度も中出しで交わる。星奈あい 月乃ルナ（4月19日、PREMIUM）
- 幼なじみのお姉ちゃんにM性感通いがバレて… 男潮吹きそのまま挿入、スプラッシュ中出しで金玉カラッポにされちゃったボク。 星奈あい（6月21日、PREMIUM）
- 「こんなところでゴメンなさい…。でも、もう我慢出来なかったの…」トイレが故障で使えず膀胱限界の放尿婦人 36人（6月21日、アクアモール/エマニエル）
- 留年生徒の星奈が、担任（僕）の自宅に押しかけてきて勝手にまたがり妊娠OK淫語で朝まで、何度も、中出しさせられて… （8月16日、PREMIUM）
- 不倫相手よりやたらと絶倫なチ○ポで嫌いな旦那に何度も中出しされているワタシ (妻)… 星奈あい（9月20日、PREMIUM）

### アダルトDVD  素人系
- 三軒●屋で見つけた介護学生あかりちゃん(仮名)20才 大量潮吹きしちゃう敏感体質が嫌でSEXを拒み続けていたイキ潮ダダ漏れ娘がまさかのAVデビュー! ナンパJAPAN EXPRESS Vol.56（9月19日、ナンパJAPAN）※「あかり」名義
- 羞恥! 彼氏連れ素人娘をマシンバイブでこっそり攻めまくれ! 13 素人VSマシンバイブ 激安居酒屋にマジックミラー特設スタジオを設置 夏ガールは冷たいビールと真夏の日差しに激ゲキヤバ開放的になってしまうのか?編（9月21日、サディスティックヴィレッジ）※オムニバス作品
- 相席居酒屋でナンパした仲良し2人組をお持ち帰り。 コソコソHしていると隣の部屋にいるガードの堅い女友達はヤラせてくれるか 【其の21】（10月7日、変態紳士倶楽部）※オムニバス作品
- 羞恥 男女が体の違いを全裸になって学習する質の高い授業を実践する共学高校の保健体育 2 星奈あい 山川ゆな 一色さゆり 北川ゆず 七海ゆあ（10月5日、サディスティックヴィレッジ）
- 一人暮らしの僕の部屋に泊まりに来た妹。10年ぶりに隣りで寝ていたら寝返りを打つ度、膨らみがあらわに! 我慢できずにこっそりオナニーしていると背後から「私でシてたでしょ…?」とチ○コを掴まれて…（10月6日、DOC）※オムニバス作品
- 単身赴任中の夫と3か月ぶりに再会した 二回り離れた幼妻。互いに見つめあい唇を重ねると火がついてしまい、夜が明けるまでセックスをして、白く汚され続ける投稿映像。（10月6日、ONEZ）※「あい」名義
- 「先生、AV女優になります」 男子校のマドンナ女教師 AV転職（10月7日、乱丸）※「竹内しずか」名義
- スマホの無料通話でセフレにエロ動画を要求され 盗撮アプリで激イキオナニーを流出された素人女子10名 4時間 part2（10月7日、変態紳士倶楽部）※オムニバス作品
- 顔出し! 働く美女限定 ザ・マジックミラー 街頭調査! 職場の同僚と日本一エロ〜い車の中で2人っきり♡ 6 理性と性欲どちらが勝つのか!? 同じオフィスで働く男女に突然のSEX交渉!! in池袋 人生初の真正中出しスペシャル!（10月19日、DEEP'S）※「ゆうみ」名義、オムニバス作品
- 文京区にある女教師が通う整体セラピー治療院 16（11月1日、変態紳士倶楽部）※オムニバス作品
- 【ブルマ×とことんフェラ】 先生の従順な奴隷生徒が命令され好きでもない童貞男にウソ告白して体育倉庫に連れこみフェラ!!!（11月7日、パコパコ団とゆかいな仲間たち）※オムニバス作品
- ママ友ナンパ! 出産後旦那とはレス気味だけどまだまだやりたい盛りの若奥さんにガチ交渉しちゃいました 5（11月10日、ホットエンターテイメント）※オムニバス作品
- 徹底検証ガールズバーの呼び込み女子にインタビュー! 「酒も入ってノリがいいならどこまでヤレる!?」（11月10日、プレステージ）※「あや」名義、オムニバス作品
- 崖っぷちアイドルたちが飲み屋で酔っ払いオヤジ相手に突撃営業! 悪徳マネージャーに騙され、中出しSEX接待!（11月10日、S級素人）※オムニバス作品
- 同じ会社の男女モニタリング 新人女子社員と混浴! 隠れ勃起の男上司と戸惑い濡れマンの女部下が中出しSEX!（11月15日、ピーターズ）※オムニバス作品
- コンドームなしでエッチな状況になったらどうなるのかをモニタリング 恋人のいない女上司×男部下 ラブホテルで2人きりの状況に火が付き一線を超えてしまうのか? パート3（11月16日、SODクリエイト）※「なつこ」名義、オムニバス作品
- ド横からイラマチオ 〜必死で頬を凹ます悩ましい横顔、生々しい喉奥までの出し入れに糸引き煌くえずき汁。90°見方を変えた新しい世界〜（11月17日、SEX Agent）※オムニバス作品
- 手マ●コに腰振り射精 〜手が創り出した穴は締まりも自在な究極名器で男は突っ込まずにはいられない〜（11月17日、SEX Agent）※オムニバス作品
- #生中出し家出制服美少女 001（11月24日、S級素人）※「あい」名義
- 初撮り妊娠セックス（11月25日、豊彦）※「羽村絵里菜」名義
- 子宮妊娠美少女中出し（11月26日、MDMA）※「佐藤真奈」名義
- 【女子生徒×ぺろぺろワンちゃん】 クラスの性ペットとなった女子生徒がカワイイ犬耳と首輪をつけられ誰もいない教室で全身ぺろぺろさせられる!（12月7日、パコパコ団とゆかいな仲間たち）※オムニバス作品
- 【女子生徒×NTR】 奇跡的に出来たクラスのかわいい彼女が僕の目の前で野蛮な奴らに好き放題される!でも無力で非力な僕は何も出来ない…（12月7日、パコパコ団とゆかいな仲間たち）※オムニバス作品
- 軟派即日セックス Aさん(22歳) ファーストフードのバイト店員（12月8日、S級素人）※「Aさん」名義
- 素人カップルモニタリング徹底検証 街中でところかまわずイチャつくカップルたちに突撃して過激ミッション要求! カメラの前でカップル同士が交換スワッピングSEXできたら高額賞金100万円差し上げます!!（12月8日、S級素人）※オムニバス作品
- 美脚×ハイレグ×ストッキング眼鏡 VOL.004（12月8日、BAZOOKA）※オムニバス作品
- 女子大生限定! 検証企画! 友情VS性欲 男女の友達同士が密室すっぱだかで性・感・帯さぐり合いミッション! ドキドキムラムラしたマ●コとチ●ポは合体しちゃうの!?中出ししちゃうの!?過激モニタリング!（12月13日、ナンパJAPAN）※「まなみ」名義、オムニバス作品
- 有名私立大学ヤリサー投稿映像 媚薬キメパコ生中出しSEX 上京女子大生 VOL.002（12月22日、S級素人）※オムニバス作品

- 異業種交流会で一流企業勤務のフリをして玉の輿を狙っている美人OLをナンパすると入れ喰い状態。自宅に連れ込みマッサージしたら発情し、デカチン味わい淫乱女に。危険日なのに中出しまでした盗撮映像（1月1日、変態紳士倶楽部）※「まなみ」名義、オムニバス作品
- 一般男女モニターリングAV 素人女子大生限定! 恋人がいない大学生の男女はキスだけで恋に落ちて初対面の相手とSEXしてしまうのか? 惹かれあった2人のキスまみれの完全プライベートSEXを大公開!!（1月7日、DEEP'S）※オムニバス作品
- マジックミラー号 専門学校近くで声をかけた心優しい未来の保育士&ナースが敏感チ♡ポを励まし互いに何度も気持ちよくなる連続射精SEX!! 10 超豪華版!!撮り下ろし5名+シリーズ歴代人気美女12名(早漏発射 合計56発!) 総集編付き 2枚組8時間（1月11日、SODクリエイト）※オムニバス作品
- 絶対に手を出してはいけない相手を夜這いしちゃった俺 10 SPECIAL（1月11日、AKNR）※オムニバス作品
- 媚薬貞操帯×ビッグバンローター Vol.3 星奈あい 職業:AV女優（1月11日、サディスティックヴィレッジ）
- 排卵日なまなかだし妊娠OKメイドと子作りSEX Vol.001（1月12日、BAZOOKA）※オムニバス作品
- 修学旅行で女子のお風呂を覗いたら…憧れのあの子のおっぱい陰毛丸見え！生ま●こもチラ見え！！バレそうになって失神したフリをしたら、心配した女子たちが恥ずかしそうに人工呼吸！！赤面発情した女子達ととっかえひっかえ生中出しSEX！！(1月12日、スクープ)
- 新型おもちゃの実験台にされて潮を吹かされても『監督になりたいんだよね?』と言われたら、何も言い返せず泣き寝入りするしかないサディスティックヴィレッジの女AD3(1月25日、サディスティックヴィレッジ)
- Faith/Grand Orgasm 2（1月26日、TMA）※オムニバス作品
- ハロウィンナンパ 2017in渋谷 浮かれた素人娘大収穫!（1月26日、プレステージ）※オムニバス作品、「こひな」名義
- 異業種交流会で一流企業勤務のフリをして玉の輿を狙っている美人OLをナンパすると入れ喰い状態。 自宅に連れ込みマッサージしたら発情し、デカチン味わい淫乱女に。危険日なのに中出しまでした盗撮映像 (2月1日、変態紳士倶楽部)
- デリヘル呼んだら姉が来た! 結果、お店に内緒で中出し本番セックスする事になる 12（2月1日、sister）※オムニバス作品
- 恥ずかしいくせに、エッチが大好きな女の子（2月1日、S-Cute）※オムニバス作品
- 「ダメ…声出ちゃうって!」 声を出しちゃいけない状況でカワイイあの子の股間を陰湿イタズラ責め! スリルとドキドキ感でマ○コが爆濡れ!アヘ声を我慢しながら連続真性中出しSEX!!（2月2日、DOC）※オムニバス作品
- 夜の体育倉庫ハメ撮り(2月7日、パコパコ団とゆかいな仲間たち/妄想族)
- 温泉大好き女子大生の皆さん!彼女いない歴35年の童貞君と密着混浴してくれませんか? タオル一枚女体観察からの、全身湯しずく舐めとり&たわし洗い&あわあわ素股、夢の赤面プレイ全部盛り筆おろし!（2月9日、S級素人）※オムニバス作品
- 「この娘…犯したい…」 VOL.009 清楚系美少女の制服姿に勃起を抑えられず襲撃する―（2月9日、BAZOOKA）※オムニバス作品
- 「お兄ちゃん頑張って!」 自信喪失した兄がチアリーディング練習中のデカ尻妹のアンスコチラにフル勃起!心配した妹が元気づけようとまさかの馬乗り生挿入!親に隠れて励ましながら何度も中出し懇願! 2（2月9日、V&R PRODUCE）※オムニバス作品
- 120%リアルガチ軟派伝説 vol.57 in 八王子（2月16日、プレステージ）※オムニバス作品
- 毎朝見かけるニーハイ太ももパンチラ女子○生が可愛くてチ○ポを硬くしてたら、「おにいさんのスケベ。」とほっぺを膨らませて怒り顔。でもすぐにウルウルした目で僕を見つめてくる、ツンフワ小悪魔だった。 2（2月22日、SWITCH）
- ピストンバイブアクメ自転車がイクッ 友達同士で激イキレース連続大量潮吹きSP(2月22日、ソフトオンデマンド)
- 敏感すぎてごめんなさい。 全身性感帯みたいな美少女のエッチな日常（3月1日、S-Cute）※オムニバス作品
- いたずら生徒の性悪Wフェラ (3月7日、パコパコ団とゆかいな仲間たち/妄想族)
- 「私…お兄ちゃんの子供妊娠する!」 妹が突然訪ねた大好きな兄の家にはまさかの婚約者が…。 絶対に取られまいと馬乗り生挿入! ガッチリホールドで強制的に何度も何度も膣内射精させられる! 3（3月9日、V&R PRODUCE）※オムニバス作品
- 痴●NTR 妻（25）が痴●AVに出ていた。「お願いだから、もうイカないでくれ…」僕が気づかぬ間に媚薬を塗られチ○ポ狂いにされた妻(3月21日、ナチュラルハイ)
- ふ～ん、私のパンツ見て楽しいの? 毎日会社帰りに立ち寄る喫茶店で、たまたま見かけた女子○生のパンチラが見えたと思ったら、女子が恥ずかしそうな顔をしながらも、見せつけてきた件（3月21日、SWITCH）
- 街角シロウトナンパ! vol.04 〜お1人様カラオケ編〜（3月23日、プレステージ）※オムニバス作品
- 指だけで何度もイキまくるオナニー大好き女子●生12人がカメラ片手にぴちゃぴちゃオマ●コ絶頂! 自撮り投稿オナニー4時間（4月1日、ロリオナ）※オムニバス作品
- スケベでキレイなおねえさんのセックスの愉しみ方（4月1日、S-Cute）※オムニバス作品
- 働く新卒社会人と性交。 VOL.003（4月13日、BAZOOKA）※オムニバス作品
- 恋と言うには気持ちよすぎる。清らかな美少女と甘い仲良しセックス（4月13日、S-Cute）※オムニバス作品
- 家政婦呼んだらまさかのスク水ニーハイ姿のデカ尻娘が!ハミ出る尻肉! 足に張りつくニーハイに興奮した僕は我慢できず即ハメ生挿入! 膣奥に響く激ピストンで何度もイキまくり! 気持ち良過ぎて何度も中出し懇願! 4（4月13日、V&R PRODUCE）※オムニバス作品
- えっちな女子○生の淫語かたりかけぐちゅぐちゅ連続絶頂スク水オナニー(4月26日、アイエナジー) *オムニバス作品
- 彼女の股間は他人棒まで1cm ガニ股ヒクヒクおチ○ポ空気椅子 NTRゲーム 空気椅子で力を抜いたら、糸引きマ○コがギン勃ちチ○ポに即ズッポリ (4月26日、ソフトオンデマンド)
- 完全顔出しガチナンパ! とっても優しい天使みたいなナースさんに包茎インポ童貞3重苦男子のオナニーの介抱してもらいました!! かわいすぎる裸体にズル剥けフル勃起したち●ぽを白衣の奥にズブリ! 金玉空になるまで何度も中に出しました! 2（4月27日、S級素人）※オムニバス作品
- バレたらヤバイ状況で妹の友達とこっそりヤル背徳感… こんな事いけないのにお互いムラムラが止まらない!妹には絶対内緒のたっぷり中出しエッチ（5月3日、OFFICE K'S）※オムニバス作品
- 「ひょっとしてそのプルンっと突き出したお尻はボクを誘惑してるの？？」2 ●校で影の薄いボクの唯一の自慢は幼馴染が異様に可愛くてスタイルが良い事！そして何より幼い頃からボクの味方でいつも優しい！！そんな幼馴染は今でもボクの部屋に気軽に遊びに来る！しかも…(5月7日、Hunter)
- 姪っ子が人生初のラブホテルで大はしゃぎ！添い寝だけの約束がお互い我慢できず…クラスメイトに「ラブホも行った事ないの？」とバカにされた姪っ子がボクに、一度でいいからラブホテルがどんな所か行ってみたいと言い出した。部屋に着くと恥ずかしがりながら姪っ子がAV… (5月7日、Hunter)
- 義理の妹が突然、ボクのチ○ポにしゃぶりついてセルフイラマ 我慢できずに小さな口から精液が大量逆噴射 突然できた義理の妹。かわいいけれどちょっと生意気で(5月7日、Hunter)
- ラグジュOL ランチタイムにAV出演する働くオンナたち VOL.006 (5月11日、BAZOOKA)
- 自画撮り愛液べっちょりオマ○コに激しく指をズボズボ！！大開脚エロポーズで痙攣イキ激情オナニー vol.6 (5月15日、プリモ)オムニバス作品
- 乳首が超敏感美乳幼馴染は乳首いじりで失神寸前エビ反り連続爆イキ！！2 ボクには幼稚園の頃から●校生になった今でもずっと仲良しの超可愛くて優しい幼馴染がいます！！幼馴染はボクの部屋に超無防備な格好で遊びに来て正直困っています！だって小さい頃に見た胸とは…(5月19日、Hunter)
- マジ軟派、初撮。 1089(5月19日、ナンパTV) *MGS動画
- 成熟した姉の裸に触れた童貞弟はイケない事と知りつつもチ○ポを勃起させて｢禁断の近親相姦｣してしまうのか8 (5月24日、ソフトオンデマンド)
- 入院患者を睡眠薬で眠らせ退院するまで中出しを繰り返す医師の投稿映像 (5月25日、青空ソフト)
- 【黒髪細身超美人】みゆき【悶絶SEX!後編】底抜けの性欲！超細い体が指マンと電マ責めでイキまくり！可愛い喘ぎ声だけでヌける！？★凄い腰振り！ハメてハメられヤリまくり！(6月1日、)
- スポーティーな新作ランジェリーの開発にあたって某下着メーカー勤務のOL3名が自らモデル志願、あげく下着姿のままズラしハメプレゼン 水野朝陽 西宮このみ 星奈あい（6月7日、SODクリエイト）
- ナチュラルハイ初夏スペシャル 敏感 恥 美乳痴漢 撮り下ろし総勢10名 2枚組 豪華版(6月7日、ナチュラルハイ)
- 普段はバイブでしかイカない女性がAV面接を受けたらプロの男優テクにまさかのイカされまくりのイキまくり 快楽堕ちからの生SEXを希望して更に生中出しを求める(6月8日、スクープ)
- 「一度でいいから揉んでみたい！」黒パンスト穿いた制服姿のデカ尻娘に父が睡眠薬を●ませて、夢の豊満尻を堪能し何度も中出し！(6月8日、V＆R PRODUCE)
- お兄ちゃん私の子供みたいな胸触ってどうするの？？」超可愛くて最近、胸がふくらみ始めた女子○生の妹はボクの超どストライク！！性格もいいし優しいしとにかく可愛い！！周りの友達からも「お前の妹可愛いな」と言われるくらいの自慢の妹です！！年を重ねるたびにどん… (6月19日、Hunter)
- 生徒にバイブをパンスト固定され我慢し続けるが追い打ち媚薬でイキ崩れた女教師 先生の自宅へ‘逆’家庭訪問2 (6月21日、ナチュラルハイ)
- 羞恥 新入生発育健康診断2018初夏(6月21日、サディスティックヴィレッジ)
- 上下同時痴漢 2人の痴漢師に乳首とマ○コを同時責めされイキ墜ちる女(6月21日、ナチュラルハイ)
- フリーセックスOKシャツを着たノーブラ乳首ぽっち状態で誘うヤリマン痴女とオフパコ中出しヤレた！2 (6月22日、スクープ)
- 下校中にブラブラしてるおじさん好きの制服女子ナンパして自宅に連れ込んでハメたら 衝撃的アヘ顔の天才！思わず録画ボタン押しちゃいました！in高円寺 あいちゃん(7月14日、kira☆Kira)
- レズれ！祝5周年記念 勉強仕事に疲れてウトウトしているととっても身近で信頼していたアノ女（ひと）が突然Hな悪戯！嫌がるどころかストップされたくないほど気持ち良くなったワタシはそのまま寝たフリ我慢していると笑顔の真性レズは股間まで手を突っ込んでくるんです… (7月19日、レズれ)
- 【花火大会・浴衣ナンパ！】百戦錬磨のナンパ師のヤリ部屋で、連れ込みSEX隠し撮り(7月22日、ナンパTV) *MGS動画
- 寝ている女性にイタズラしていたら逆に生ハメを求められて、もう発射しそうなのにカニばさみでロックされて逃げられずそのまま中出し！2 (7月26日、アイエナジー)
- えっちな女子○生の淫語かたりかけぐちゅぐちゅ連続絶頂ブルマオナニー2(7月26日、アイエナジー)
- 拘束を外され自爆アクメ 塗られた媚薬を拭きとる刺激でイってしまう就活女子大生(7月26日、ナチュラルハイ)
- 都内お嬢様女子校の田舎で行われた水泳部合宿に潜入！きらめく星空の下でたっぷりとナマ中出しレ○プ！ウブで新品同様のオマ○コをコンクリ破砕ドリルバイブでトドメ刺しアクメ！2(8月1日、サディスティックヴィレッジ)
- 女優に｢どんなフェラチオをすればいいかわかんないぃんで実演して見せてくれません?｣と言われあわてた監督に｢お前、脱げ 監督になる為の登竜門だぞ｣と言いくるめられ(8月1日、サディスティックヴィレッジ)
- SEXの逸材。ドスケベ素人の衝撃的試し撮り 性癖をこじらせてプレステージに自らやって来た本物素人さん達の顛末22(8月3日、プレステージ)
- サエない僕に同情した女子○生の妹に「擦りつけるだけだよ」という約束で素股してもらっていたら互いに気持ち良すぎてマ○コはグッショリ！でヌルッと生挿入！「え！？入ってる？」でもどうにも止まらなくて中出し！5(8月9日、アイエナジー)
- 車内防犯カメラ盗撮 美人妻を車内に連れ込んでめちゃくちゃ不倫セックスした件2(9月1日、変態紳士倶楽部)
- ボクの事を昔イジメていたヤンキー娘が美人妻になって健全なマッサージ店で性的サービスをしている情報を入手、それをネタに復讐ついでに中出しまでした件。17(9月1日、変態紳士倶楽部)
- 大手航空会社勤務の憧れの美脚キャビンアテンダント限定！「固定バイブモデル」に挑戦！制服撮影会でカメラに向かってハレンチなポーズを要求され濡れだした黒パンスト直履きおま○こにうねりの止まらないバイブを挿入！美貌・知性・品格溢れるCAが大勢の男性の前に放置… 2 (9月19日、ディープス)
- 「停電中の3分間に近親接吻！暗闇で無理やり唇を奪われた興奮が忘れられず接吻セックスを求める息子の嫁」VOL.1(9月20日、DANDY)
- 即ハメ痴●7 (9月20日、ナチュラルハイ)
- 断られても止めない高速手マンでバック潮 美尻妻を強引に何度もイカせて口説きオトセ マッサージ師、家事代行、出張ヨガ講師(9月20日、ナチュラルハイ)
- 中出し訳アリ女子校生(10月12日、ケイ・エム・プロデュース)
- 開脚拘束イキ潮襲激 自我を失うほどの連続噴射で狂いだす媚薬漬けJ○モデル(11月8日、ナチュラルハイ)
- 夫婦交換スワップ温泉旅行 4 マンネリ打破の秘策っ!!酔いに任せてあてつけセックス!!パンチラを見せつけられ我慢出来ない旦那たちっ!! (11月9日、LEO）
- ウ○ッシュ○ット取り付け工事中に洗浄ノズルにこっそり媚薬を仕込んだら、貞淑な人妻が豹変 トイレ内オナニー大量潮吹き いきなり入って即ハメ生中出し盗撮(11月9日、スクープ)
- 妻の連れ子の初々しい躰に我慢できず手を出してしまい義理の娘を何度もイカせる近親中出しSEX(11月16日、DOC)
- 一般男女モニタリングAV 仲良し兄妹ドッキリ企画 女子○生の妹と童貞の兄が2人っきりの自宅でバストアップマッサージに挑戦！ふくらみはじめた妹のおっぱいを揉んで兄チ○ポは我慢できずにフル勃起！「お兄ちゃん…私の子供みたいな胸触って興奮しちゃったの…？」敏感な…(11月19日、ディープス)
- コンプレックスの大きいお尻を叩かれアナル丸見え腰振り騎乗位でイッている姿を無断でAV化！彼氏の先輩に寝取られてしまったお嬢様女子大生 あいさん21歳 (11月29日、激レア素人ちゃん)
- セクシーコスチューム濡れ透けコレクションIII（11月25日、AVS collector’s）※オムニバス作品
- 黒パンスト破かれ着衣性交!! 面接と称して面接官の性癖を強要されるデカ尻敏感娘（12月7日、LEO）※オムニバス作品
- 大好きなカノジョをハメ撮りしちゃいました。清楚そうな美少女が部屋でホテルでスケベなトロ顔みせながら絶頂しまくり、腰振りまくり！(12月13日、S-Cute)
- THE パイズリ手コキ顔射 SELECTION VOL.1 (12月14日、DOC)
- 街角シロウトナンパ！ vol.35ナイトプール編2 (12月14日、PRESTIGE PREMIUM DX)
- 「あっ! ナマで入っちゃった!」オイル素股でマ○コにチ○ポを擦りつけてたら気持ち良すぎてヌルッと生挿入!! 中出しSEXまでヤッちゃったデリヘル嬢たち 4（12月20日、グローリークエスト）※オムニバス作品
- 背後から強制M字開脚でダダ漏れ絶頂 媚薬で狂いイキする人妻の恥辱ビデオレター(12月20日、ナチュラルハイ)
- ドキュメンTV×PRESTIGE PREMIUM 家まで送ってイイですか No25(12月21日、プレステージ)

- この雰囲気、押せばヤラせてくれるかも?!「お願いおっぱい揉ませてっ!!」「お尻触らせてっ!!」「先っちょだけ入れさせてっ!!」なりふり構わず土下座で懇願っ!! ハメたいスケベ男と、それをさらりとかわすしたたかな女の挿入を賭けた熱い戦いっ!! ラウンド2（1月1日、LEO）※オムニバス作品
- 「アナタごめんなさい…」スケベ義父の執拗なイタズラに不覚にも発情してしまい長年溜まった濃厚精子を種付け連続大量発射される清廉嫁 2（1月4日、DOC）※オムニバス作品
- 完全主観 ペニバンシコリ罵倒(1月5日、フリーダム)
- 私立パコパコ女子大学 女子大生とトラックテントで即ハメ旅 16 T大学看護学部2年あいちゃん（20）男殺しの超絶テク編 O女子大学ライフデザイン学部3年りんちゃん（21）マシュマロパイパン編 T大学人間学部3年えみちゃん（21）物として扱われたいドM編(1月11日、プレステージ)
- 一般男女モニタリングAV 素人大学生限定 友達同士の男女がザーメン20mlを溜めるまで出られない密室からの脱出に挑戦!（1月19日、DEEP'S）※オムニバス作品
- 声をかき消すシャワーSEX 隣に聞こえるように妹をハメて喘がせたら我慢できず発情した姉が風呂に入って来た (1月24日、ナチュラルハイ)
- エロエロ AV面接 No.2(2月21日、プレステージ)
- 真面目に働くお姉さんほどHがお好き！強引におっぱいを揉みオマ○コを弄るとすぐにパンツにシミができちゃう 夢の生ハメ×中出しが簡単にできるんです！！(3月8日、SCOOP)
- 街角シロウトナン45 お悩み解決らぶワゴン No3 (3月22日、プレステージ)
- 乳首責め専門デリヘル嬢に騎乗位で生中出し3（5月23日、Mr.michiru）※オムニバス作品
- 放課後 パパ活女子校生 4時間 ～小遣い欲しさにヤラれに来たヤリマ娘たち～ (6月28日、ケイ・エム・プロデュース)
- 勉強仕事に疲れてウトウトしているととっても身近で信頼していたアノ女（ひと）が突然Hな悪戯！嫌がるどころかストップされたくないほど気持ち良く (7月19日、レズれ)
- 素人ヘアヌード大図鑑～地方出身女子大生編  (7月26日、S級素人)  *オムニバス作品
- 完全主観 貴方だけを見つめて尿道責め  (8月7日、犬/妄想族) *オムニバス作品
- 素人女子大生限定！パンティ素股でカチカチち●ぽがアソコに擦れて赤面発情！クロッチは恥ずかし汁まみれ！そのまま生で擦り合わせて、ヌルヌルワレメに結局つるんっと入って生中出し！！～赤面女子1周年記念特別編 9人収録9時間撮り下ろし (8月9日、仮面女子)
- 成○大学併設 才色兼備な競泳部員ばかりを狙う 変態スポーツ整体院 (8月9日、ケイ・エム・プロデュース)
- 一般男女モニタリングAV 壁から！ベッドから！クローゼットから！素人女子大生が次々と勃起チ○ポが現れるチ○ポパニックルームでしごいてしゃぶる即ヌキミッションに挑戦！無数のチ○ポと大量ザーメンにドキドキしながらもオマ○コが濡れてしまったJDがノンストップ射精…(8月19日、ディープス)
- 詐欺パパに ただマン された夏休みの女子校生たち(8月23日、ケイ・エム・プロデュース)
- 生中出しアイドル枕営業 Vol.003(9月13日、BAZOOKA)
- 足コキならOK義妹！親の再婚で女子●生の可愛い義妹ができた！しかも、超エッチな雰囲気を出している義妹は生足やパンチラを見せつけてきてボクは…(9月19日、ゴールデンタイム)
- 女子校内で超絶大な人気を誇っている姉のおかげで、そんな姉を慕う後輩と毎日エッチなことをしています。お嬢様校の姉は後輩から「お姉様」と…(10月7日、ナチュラルハイ)
- 媚薬射精ペニバン襲激4 女の中出しピストンの快感で助けも呼べず理性を失いレズ覚醒する女子○生(10月10日、ナチュラルハイ)
- 湯けむりに誘われた一泊二日の夫婦交換NTRパコパコ温泉旅行（11月8日、LEO）※オムニバス作品
- 「ねえ、もっとエッチなことしなくてもいいの？お兄ちゃん…」エスカレートする妹の誘惑！妹はボクの事が大好きで、ボクが喜ぶ事は何でもしてくれます…(12月7日、hunter)
- 連日予約完売の人気デリヘル店「妹く●ぶ」で働いてる年齢不詳の少女たちを隠し撮り 2 少女4名 (12月28日、JUMP)

- 【華奢神殿堂入り】スレンダーなクソエロボディー最強説!vol.1（1月19日、チキチキカマー/妄想族）※オムニバス作品
- 神アプリで知り合ったエロカワ現役女子大生に生中出し(2月28日 宇宙企画)
- 清楚でかわいい童顔美少女が初絶頂！！自分からチ〇ポを要求しちゃう淫乱娘だった件…！(6月14日、黒船) * MGS動画

- こんなお尻見せつけられたら後ろから種付けしたくなるのは仕方がない…（6月4日、LEO）※オムニバス作品

### アダルトDVD 女優BEST
- ヌキまくりの星奈あい! 濃厚クライマックス・10セックスで怒涛の4時間。 「顔も肢体もアソコも…白く汚されて、もうドロドロなの…」（7月25日、オーロラ・プロジェクト）
- 新スーパースター星奈あい 8時間 Complete Memorial BEST（7月27日、宇宙企画）※女優ベスト
- 星奈あいSPECIAL BEST 4時間(7月27日、TMA)
- 星奈あいぜ～んぶ中出し16本番BEST(8月25日、本中)
- 星奈あい17本番38発射ベスト8時間(9月13日、ムーディーズ)
- 鉄板complete 星奈あい BEST 清楚な素顔を豹変させる 絶頂汗だく性交(9月19日、TEPPAN)
- 星奈あい ～あどけない瞳のエッチな妖精～(11月2日、h.m.p) *女優ベスト作品

- 星奈あい8時間BEST (1月1日、ワンズファクトリー)
- 星奈あいBEST スレンダー美女が魅せた本気の性交（2月26日、バミューダ/九龍）※女優ベスト
- 星奈あい PREMIUM BEST 2枚組8時間(4月26日、TMA)
- 星奈あい 4時間 (8月1日、グレイズ)
- 憧れのカノジョ 星奈あい（9月20日、クリスタル映像）

- 星奈あい ドMの本能が輝くMadonna’s Best 8時間 (3月25日、マドンナ)
- 小悪魔の吐息に包まれたい 星奈あい8時間BEST (9月1日、Fitch)
- まるっと 星奈あい (9月1日、プラネットプラス)

- ［専属］星奈あいプレミアムBEST12時間やっぱりホッシーナが好きだ。12タイトル35コーナー26本番 (1月18日、プレミアム)

- 星奈あい プレミアム 12時間ベスト 12タイトル33本番 (5月16日、プレミアム)

### VR
- 大好きなお兄ちゃんとベロキスたっぷりぬぷぬぷ子作りSEX（10月4日、KMPVR
- 生中出し ラブイチャVR彼女 にゃんニャン♡猫化して甘えてくる激カワ彼女（10月7日、ブイワンVR）
- Aさん(22歳)杉並区在住 派遣社員（10月19日、S級素人VR）※「Aさん」名義
- 女子マネージャーのヤリ過ぎサポート!（10月20日、CASANOVA）
- 生中出し 美マンにブチ込め!! 没入感と臨場感を一番体感できる。 キス多めバージョン（10月21日、ブイワンVR）
- 宅飲みから〜の3P 大学時代の仲良しグループが酔っちゃって生中出しヤッちゃいましたwww（10月28日、ブイワンVR）
- 妹と禁断エロ展開（11月3日、CASANOVA）
- 奇跡の女子校潜入VR 男子禁制のお嬢様女学園に手違いで転校してしまい今までモテなかった童貞キモヲタのオイラがまさか全員とハメまくってヤリチンにまでなれた完全俺得の夢のようなハーレム5P学園性活 栄川乃亜 姫川ゆうな あべみかこ 星奈あい（11月7日、kawaii*）
- だいしゅき♡ 女子●生の抱きしめ中出しSEX（12月15日、KMPVR)
- リアル性教育!!（12月25日、KMPVR）
- 憧れの制服乱交VR 制服女子と濃厚Wベロキス、スケスケのスク水女子に寸止め焦らしWフェラ、僕のチ●ポ奪い合うハーレム5P大乱交体験!! 栄川乃亜 姫川ゆうな あべみかこ 星奈あい（12月27日、kawaii*）
- 美少女放課後中出しSEX（12月29日、宇宙企画）

- コタツの中でバレないように家族に内緒で近親相姦×生中出し（2月9日、ワープエンタテインメント）
- 女子●生あいと只今同棲中♡ 制服&ブーツコスでヤリたい放題中出しSEX（2月10日、宇宙企画）
- もちろん生本番アリ! 超高級ハーレムヘルスで至福の乱交風俗体験! 星奈あい 君島みお 佐倉ねね（2月14日、KMPVR）
- 超甘えん坊のイチャニャンデリヘルと密着中出し（2月15日、KMPVR）
- 超至近距離でパンチラ見せつけオナサポ生徒会長 JOI&生中出しセックス（3月19日、MARRION）
- 透明人間になった僕が、めちゃカワ女子大生の家に潜入して乳首チラ&パンチラを至近距離でガン見!さらにイケメン彼氏に憑依して寝取りセックス【生中出し】いつもと様子が違う彼氏(中身は僕w)に戸惑うあいちゃんを対面座位と覆いかぶさり正常位でイカせまくる!（3月23日、アリスJAPAN）
- AVマニアの僕の部屋にAVを見にきた同級生（いじめっこ）が無防備な体勢でパンツにシミを作ってムラムラしだして、あげくの果てに超接近パンチラ誘惑VR(3月29日、変態紳士倶楽部)
- 現役激カワコスプレイヤー 中出しオフ会VR（4月6日、ワンズファクトリー）※「あいたむ」名義
- カノジョがあのセーターに着替えたら… かわいさ全開!大興奮中出しSEX!（4月12日、CRYSTAL VR）
- 隣の真面目そうな女子大生の美人お姉さんがホロ酔い加減であらわれて、そのまま一緒にお酒飲んだら仲良くなって中出しHしちゃった。（4月19日、KMPVR）
- そっけない彼女に催眠術を掛けてみたら… 急にエロエロになってチ●ポをおねだり! ゴムもしないで生挿入!こっそり中出しできちゃった（4月20日、KMPVR）
- 星奈あいとイチャラブ子作り中出し新婚生活（4月30日、TMA）
- NTR 〜僕の愛する妻は目の前で何度もイカされて何度も中出し輪姦されてチ●ポに完堕ちしてしまう〜（4月30日、TMA）
- アリーナ席でレズ体験!ノンケの私をベロキスで全力誘惑してくる制服レズビアンVR 河南実里 星奈あい（5月19日、ワンズファクトリー）
- リアルな撮影会の臨場感がヤバいカメコVR 星奈あい (6月13日、MILU VR)
- 【制服美少女とカラオケBOX乱交パーティーVR】歌ってはしゃいでパンチラ見放題！足の匂い嗅ぎ放題！美乳舐め放題！放課後中出し生ハメSEX(6月25日、kawaii* VR )
- 3DVR 新放課後美少女回春リフレクソロジー 星奈あいVol.001 (7月9日、KMPVR)
- 遊び人の友達に連れられて超過激セクシーランパブを超絶体験VR 星奈あい(8月2日、MILU VR)
- 3DVR 清楚で可愛い僕の妹が突然ギャルビッチ化していた件。 イクイク早漏妹と排卵日子作り生活 星奈あい (8月17日、KMPVR)
- 尻コスVR超ゼロ距離接写・完全主観移動でデカ尻コス美少女をバックで激ピストンしてイカせまくれるVR 星奈あい (9月14日、Marrion Group VR)
- 都内某所にある脱ぎNG・本番NGの超高級三ツ星オナクラ嬢と極上生中出しSEX(9月28日、KMPVR)
- 某風俗サイトで一番人気のピンサロ嬢の内緒の（秘）サービスを超絶体験VR 星奈あい(10月5日、MILU VR)
- 制服痴女の挑発パンチラ誘惑VR 星奈あい 早川瑞希 星咲怜美（10月24日、MILU VR）
- マ○コの中の音 超絶美人有名女優6名！膣内のぐちょぐちょ音をバイノーラルで感じられる！(11月16日、SODクリエイト)
- 学級崩壊クラスで授業中…イタズラ制服美少女と声ガマン性交…でも教室で生はマズくない？ 星奈あい (11月22日、WAAPグループ VR)
- イキ顔ガン見VR 星奈あい（11月23日、SODクリエイト）
- 劇的高画質 停電エレベーター密室で抵抗も虚しく無慈悲に…3 「抜けって!抜いてください…抜いてぇ!」容赦ない猛手マンにぐしょ濡れマ●コ イラマで喉奥まで犯されのっけからの子宮ガン突きピストンで14回の絶頂（12月8日、ブイワンVR）
- 【VR】「やばい妹に何度も中出し！？」顔面偏差値高めの妹は僕のことを男として見てないのか、家の中を無防備な姿でウロウロ…そんな姿に思わず興奮し勃起してしまったボクに気づいた妹は…！？可愛すぎる妹との見つめ合い密着ベロチューSEXに我慢できずに禁断の連続中出し！ 星奈あい 椎名そら(12月8日、DOCVR)
- 【VR】つきあって1ヶ月の甘えん坊な彼女の部屋で遂にイチャラブ初エッチ(12月15日、妄想VR)
- 幼なじみのツンデレ彼女と密着しながら両想いエッチ(12月15日、妄想VR)
- 鬼脚VR 罵倒×威圧×過激 攻めに責める過激3姉妹 AIKA 水川スミレ 星奈あい（12月20日、KMPVR -bibi-） ※「VR-1グランプリ」エントリー作品

- あなたをタップリ癒してくれる!自立型ネコミミAIアンドロイド Aiのご奉仕ナマSEX!（1月18日、KMPVR）
- 妊娠覚悟！危険日孕ませ中出しFUCK 星奈あい(2月1日、AVVR)
- ミニスカパンチラポリス24時 VR 突然のガサ、留置所でアメ&ムチ取り調べ、そしてまさかのハーレム展開!! 一条みお 星奈あい 波多野結衣 水野朝陽（2月15日、MOODYZ）
- 彼女の妹にデリヘルで遭遇!本番禁止だけど、そのまま内緒で生挿入&中出し（2月15日、AVVR）
- 普段は真面目な優等生が媚薬でキス魔に豹変！おまけに生SEXまでして、中出しまでさせられた僕。 星奈あい(3月1日、AVVR)
- アノ手コキ穴。 伝説のマジックホールVR(3月8日、変態紳士倶楽部VR)
- 【60P】ぶいあ～るbuzであ～る！超高画質！60fps！星奈あいちゃんが病院の先生になったりナースになって入院中のあなたを優しく診察しちゃいます＆プライベート中出しSEXで3本番！(3月27日、VR buz)
- 新感覚! 初めての猫ミミカフェ!飛びきりカワイイネコミミ少女達に大量中出し! 星奈あい 渚みつき（3月27日、4KVR）
- 劇的高画質 星奈あい リ●ンジポルノ 7 「今日だけは…いや！いう事聞くからあの写真返して…！」抗いながら激ピストンに呂律が回らない程感じ「無理無理やばいやばいやばいやばいあぁぁぁぁぁぁぁ！」(4月6日、ブイワンVR)
- ゲス教師体感VR!レギュラーになりたい女子生徒にエロ行為を強要してナマ中出し! 星奈あい 渚みつき（4月16日、宇宙企画）
- ヤリサーのヤリ部屋に選ばれたボクのアパート。先輩が連れてきた超カワイイ3人組と超リアルな宅飲み！飲みゲー！ハーレム逆4P！(4月19日、ナンパJAPAN VR)
- 超ノリノリ女子大生に前後左右から痴女られる密着フォーメーション逆3P 深田えいみ 星奈あい（4月19日、kawaii*）
- セクシーランジェリー訪問販売 清純真面目な新人セールスレディに実演販売させ目の前でエロ下着に生着替え! 恥らう卑猥な姿をじっくり舐めまわすように鑑賞する（5月25日、SODクリエイト）
- 犬目線VR いぬのきもちがわかる!!豆柴のももちゃん♂(男の子)編 『ボクの家族が旅行中、あいさん夫婦のお宅でお世話になった2日間』（6月7日、マドンナ）
- 万引きムスメマニュアル（6月26日、WAAP）
- 【VR】「お兄ちゃん大好きだよ！」ニーハイ穿いた制服姿の妹が無防備を装い見せつける絶対領域にフル勃起！ベロキス/耳舐め/ニーハイ脚コキ/濃厚フェラ！生チ○ポ挿入すると相性良すぎて膝をガクガクさせながら何度もイキ乱れまさかの中出し懇願！星奈あい (7月5日、V＆R PRODUCE)
- 【M男専用VR】「おい！テメェ！早くシコれよ！」元ヤンキーの黒パンスト穿いたドS上司が上から目線で僕をバカにしながら見下し淫語オナサポ/ビンタ/脚コキ/唾吐き！罵倒されフル勃起したチ○ポにガニ股生挿入！「全然気持ちよくねぇよ…」言葉とは裏腹に… 星奈あい(7月19日、V＆R PRODUCE)
- 間違って召喚しちゃったサキュバスがエロかわいすぎてカラカラになるまで中出ししまくった童貞の僕（7月23日、宇宙企画）
- 疲れたアナタをタップリ癒してくれる専属中出し美少女メイド（8月30日、宇宙企画）
- カラダの自由を奪われたボクはインテリ生徒にね～っとりささやきプレイで射精管理されてしまった（8月30日、KMPVR）
- 女体化VR（9月4日、KMPVR）※オムニバス作品
- HQ素人 ホテル暮らしのボクがパパ活サイトで知り合った女子大生を部屋に呼び出しVR SEX！！ イマドキJDはスマホで釣れる！VRとネットナンパを知り尽くしたハイクオリティナンパSPECIAL (9月19日、ナンパJAPAN VR)
- どぴゅっ×11 連続射精W(ダブル)イっても止めない最高級風俗でめちゃくちゃ気持ちいいセックスしよ!! 星奈あい 妃月るい（10月2日、KMPVR-bibi-）
- 小悪魔妹2人に乳首をた～っぷり責められつづけるVR！！ アナタの乳首ポジにジャストフィットアングル！超アグレッシブな乳首責めで思わず悶絶SPECIAL！「乳首たくさんいじくりながらオナニーしてね！」(12月11日、MOODYZ VR)
- 【HQ超高画質】もしもアナタのストーカーが美人でエロテク凄い後輩ちゃんだったら…!! 囁きポジションで惑わせる淫語連発!メンヘラ美脚ニーハイ履いて激しい騎乗位!中出ししたら絶対ヤバいのに…ッ!（12月13日、PREMIUM）

- 同窓会痴漢 VR (1月10日、ナチュラルハイVR) 共演：神宮寺ナオ 他
- 乳首責めVR（1月17日、KMPVR）※オムニバス作品
- HQ 劇的超高画質 隣に住む激カワ美少女のグチョ濡れトロトロマ●コを味わいたい!（1月25日、ブイワンVR）
- HQ 劇的超高画質 究極ファンサービスに失神寸前だ!!!（2月21日、ブイワンVR）
- 引越し中に押し入れの中で声ガマン性交…でも義妹と生はマズくない?（3月17日、WAAP）
- 全編完全ノーカット 星奈あい SUPERBEST（9月11日、ブイワンVR）
- 【HQ超高画質】星奈あいプレミアム専属決定! 最新作を独占リリース! 顔面レベルやっぱり最強! 淫語と空気づくりが天才的にエロ過ぎる! 女王様ホッシーナとの新婚生活はメスイキ連発&痴女中出しで激シコな毎日!（10月23日、PREMIUM）
- 【HQ超高画質】星奈あい&一条みおVR 天才痴女の対決! メンヘラSEX頂上決戦だ…! 本命彼女と同棲を始めたら美女ストーカーが侵入してきた! 心もアソコもグチャグチャ! アナタ争奪の逆3P中出し!（11月20日、PREMIUM）
- カップル専用ペアエステ! もしもマジックミラー内装になっていて婚約者の隣で痴女られちゃったら… 囁きと挑発でビンビン勃起してたら彼女もセラピストにレズられてる…! 大興奮の逆4PSEXに発展しヌカれまくり中出し射精! 星奈あい 涼南佳奈 愛花みちる（2月11日、PREMIUM）
- こっそり誘惑シリーズ・永遠の愛をブチ壊すウエディングプランナーVR第2弾! 新婦の隣で全力誘惑してくるスレンダー美女! ドキドキ空気感と大量淫語でタップリ中出し絞り取られるボク!（3月19日、PREMIUM）

- プレミアム専属スレンダー美女がハーレム共演! アナタは3姉妹に仕える執事! 全員にシャブられ回されフェラ抜きされた後、怒涛の全員生ハメ挿入で天国or地獄の服従生活が始まる…! 希島あいり 山岸逢花 星奈あい（4月25日、PREMIUM）
- 専属・星奈あいと王道いちゃラブVR誕生! 恋人にフラれて傷心中のアナタを慰める幼馴染・あい! すっげえ可愛い顔で密着! たっぷり体を重ねながら励まし中出しSEX! 正常位・バック・騎乗位etc.好きな体位もきっと見つかる長尺2SEX!（7月28日、PREMIUM）
- テニス部の夏合宿で生徒・あいに誘惑されるアナタ…! デカ尻のパンチラ地獄で我慢限界! 他生徒には絶対言えない禁断セックス! 汗だく美少女と130分２SEXで中出し射精ヤリまくり…!（9月3日、PREMIUM）
- 発育し過ぎたお尻がHな妹がエッロい服でいたずら誘惑! ボクを大好き過ぎる妹と2人っきりのハロウィンPARTY（10月7日、PREMIUM）
- 星奈あい×星奈あい同一人物共演の新企画! 右も左も前も後ろもホッシーナに囲まれる! キスも乳首もチ●ポも同一美女に痴女られるのが絶対エロい! 脳ミソ大混乱の射精地獄110分!（11月17日、PREMIUM）

- 寝取りの天才痴女・星奈あいに美顔&囁き淫語でメロメロに誘惑される…! 色気の脂がさらに乗ってきたホッシーナを堪能できるアングル満載・中出し2SEX! エロい悪女を演じたら右に出る者ナシ!（2月23日、PREMIUM）
- BEST OF 星奈あい 贅沢に詰め込みすぎた17SEX!  顔面優勝! 大正義すぎる美尻! 誘惑淫語! ぜぇ～んぶHQ高画質&バイノーラル音声でお届けする480分!（6月21日、PREMIUM）
- 専属・星奈あいとハメ撮り型カメラで実現する熱烈SEX体験! ほぼノーカットで美女の体温と息遣い感じる臨場感抜群VR! 濃密交わる中出しフィニッシュの2SEX!（7月26日、PREMIUM）

### 動画配信
- 【初撮り】ネットでAV応募→AV体験撮影 453（2017年10月5日、シロウトTV）※「あい 21歳 大学生」名義
- 酔いがまわって顔真っ赤! もう一息だからお金で押せ～～!! →エロ行為承諾＾＾vトロ顔で濃厚ジュポジュポフェラ! →生ハメで細い腰に激ピストン! キツキツマ ◯コが気持ち良過ぎる!（2017年10月9日、DOC）
- 【ハロウィンナンパ! 浮かれた素人娘大収穫!】こひな(22)&すず(20)激カワ女子大生二人組をGET!「ハロウィンだから特別～笑」ホテルに連れ込み奇跡の4Pセックス! 照れながらもお互いの結合部見合って興奮! ビクビク何度もイキまくる二人に勃起が治まらない! 毎日がハロウィンだったらいいのに…（2017年11月23日、DOC）※「こひな」名義/共演：栄川乃亜	（DVD『ハロウィンナンパ 2017in渋谷 浮かれた素人娘大収穫!』に収録）
- お一人様カラオケ女子を突撃！いおり(20)大学生→清潔感漂う超美形少女が何故1人でカラオケを? →みんなの前だと恥ずかしいから! いきなり何w？マジどっか行ってくださいww! →彼氏1年くらい居ない。オナニーは月2くらい…ってマジ照れるからやめてww→「1回やってみない?」「やめてくださいwちょっとお股触んないで」「やめる?」「やだー♪」結構軽いノリでヤレちゃう現役JD!（2017年12月29日、DOC）※「いおり」名義

- 【凄テク小悪魔】イケてるメンズを紹介することを条件に連れ込んだテント内で、出るわ出るわ必殺級の合コンテクにテント班はメロメロでトークの主導権を握られっぱなし⇒「イケないという性のお悩みはパコって解決⇒エロい舌使い⇒うねる腰⇒エロテクも達者な小悪魔女子大生マジイキSEXで大満足の巻:私立パコパコ女子大学 女子大生とトラックテントで即ハメ旅 Report.061（2018年8月25日、プレステージプレミアム）※「あいさん 20歳 女子大生(看護学部2年生)」名義
- ■プールサイドで魅せる超神クビレ!! スーパーモデル級スレンダー美女■※ナイトプールに舞い降りた小悪魔ドスケベモンスター※ガチ恋※｢私カワイイ? 当たり前じゃん♪www｣※強気なSキャラ娘がビクビク体震わせて感じる姿に激萌え※奇跡のクビレに大きな美尻、最高に抜ける凄い身体※自らチン○を根元まで咥え舐めしゃぶる変態イラマチオ※ノンストップでイキまくる見たことのない濃密SEX!! ※｢死ぬほどSEXが好き～♪｣（2018年9月9日、DOC）※「あいな ラウンジ勤務」名義
- エロエロ! AV面接 Case.08 アナルをヒクつかせ電マ快感で悶絶イキするお淑やか美女!（2018年12月12日、黒船）※「かりな 20歳 保育の専門学生」名義
- ■エロ濃度高め&無敵の可愛さを持つ美人店員■【趣旨】超美人店員のお悩み相談【お悩み】彼氏が責めさせてくれない→エロテク伝授します【SPEC】完璧な美ボディ→スレンダーなのに美巨尻でエロい【性交】しなやかな体をのけ反らせ、エロ美しくイキまくる！！＜お悩み解決LOVEワゴン乗車NO.014＞（2018年12月17日、DOC）※「さくら 22歳 アパレル」名義

- 【憧れのAV男優】清楚でかわいい童顔美少女が初絶頂!! 自分からチ〇ポを要求しちゃう淫乱娘だった件…! （2020年6月14日、黒船）※「まひろ」名義

- 媚薬ウォシュレットで粘膜吸収した発情奥さんを即中出し 05（2022年7月15日、ペロンゲリオン）「
- 悪徳整体院コレクション 女子大競泳部編 かな（2022年10月30日、ペロンゲリオン）「かな（20）」名義
- （仮）I （2022年11月16日、俺の素人）「I」名義
- （仮）I２ （2022年12月16日、俺の素人）「I」名義

- サクッと抜ける切り抜きまとめ動画! 【※悪用厳禁※】可愛い女の子に禁断の媚薬飲まさせてみたｗｗｗ女子大生あいちゃん（2023年1月20日、プレステージ）
- 【妄想主観】いつでもどこでも即ハメOK! 生中出しご奉仕美少女メイド AI（2023年3月17日、妄想主観）※「AIちゃん」名義
- 【SNSオフパコレポ! 出会ってすぐにAV撮影! フリーSEXサークル潜入編!】世の中にはまだ知らないエロい女たちがいる! 経験人数3桁超え! プリケツ美人女子大生あいちゃん(20歳)（2023年5月19日、ONETIME）
- 【パリピGALの性欲強すぎる問題大調査!】ヤリマントーーーク! 抜ける切り抜きまとめ動画! AI（2023年7月7日、ONETIME）※「AIちゃん」名義
- あい３（2023年8月15日、ぎがdeれいん）※「あい（20）」名義
- あいあい（2023年8月21日、ぎがdeれいん）※「あいあい（21）」名義
- 集団ストーカーによるOLわいせつ投稿映像 あい（2023年8月31日、プレステージ

- 発情奥さんE（2024年10月26日、ペロンゲリオン）

- 美人大学生 「みき」（2025年6月13日、アマTV）

### イメージビデオ
- Aphrodite（2018年8月3日、ファインピクチャーズ）※Blu-ray版同時発売
- 星合ひ（2023年8月28日、oldman par）※Blu-ray版同時発売

## 書籍・出版物

### 写真集
- あいのホシ（2018年9月25日、彩文館出版、撮影：斉木弘吉）ISBN 978-4775606032
- 星合ひ -ほしあい-（2023年8月23日、ジーウォーク、撮影：太田清隆）ISBN 978-4867176023

### ポーズ集
- スーパーポーズブック Cuteポーズ集 星奈あい（2021年4月29日、コスミック出版、撮影：KANJI） ISBN 978-4-7747-9221-7

### デジタル写真集
- ＃Escape 星奈あい（2022年1月7日、ジーオーティー、撮影：manimanium）
- 星奈あい 逢いびき vol.1 FRIDAYデジタル写真集（2022年4月22日、講談社、撮影：プライマー）
- 星奈あい 逢いびき vol.2 オール未公開100カット超完全版 FRIDAYデジタル写真集（2022年4月22日、講談社、撮影：プライマー）
- れいむ 星奈あいvol.01（2023年9月15日、ジーウォーク、撮影：太田清隆）
- れいむ 星奈あいvol.02（2023年9月15日、ジーウォーク、撮影：太田清隆）
- れいむ 星奈あいvol.03（2023年9月15日、ジーウォーク、撮影：太田清隆）
- れいむ 星奈あいvol.04（2023年9月15日、ジーウォーク、撮影：太田清隆）

### 雑誌
- 月刊DMM 2018年4月号（ジーオーティー）- インタビュー
- インディーズ・ネット 2018年05月号（ブライト出版）- 付属DVD「生ち●ぽでイキまくる敏感美乳少女「星奈あい」動画揃いました。」
- インディーズ・ネット 2019年01月号（ブライト出版）- 付属DVD「敏感少女「星奈あい」ビクビク痙攣絶頂30連発超!!」
- 月刊FANZA 2021年1月号（ジーオーティー）- インタビュー
- 週刊アサヒ芸能 2021年10月7日号（徳間書店）- グラビア
- FLASH 2022年6月14日号（光文社）- グラビア
- 週刊大衆 2023年8月14日号（双葉社）- グラビア

## 出演

### テレビ
- ビ〜チ9（2017年10月、テレビ埼玉） - マンスリーゲスト
- もう!バカリズムさんの超H! #6（2019年3月26日、フジテレビONE）
- 真夏のバンビ祭2020・星奈あい×羽生アリサ公開トークショー（2020年10月3日、エンタ!959）[13]
- モテるの法則 season 14（2021年1月19日、エンタメ～テレ）- #6『セクシー女優の陰と陽! 引退&復活セクシー女優のホンネSP』ゲスト出演[14]。

### ウェブバラエティ
- 今日だけ、AV女優を辞めます。（2018年12月25日 - 2019年1月18日、U-NEXT） - スタジオMC

### ウェブドラマ
- 幸せは意外なところから訪れる(2018年7月1日、 エー・ビー・エンターテイメント)

- ラブラブシェアハウス３ 美女の花園はユーワクがイッパイ!（2023年8月2日、ハニードリーム、シネマファスト）[15]

### 映画
- 裸舞♡パートナー 欲望大開放（2024年6月14日、監督：吉行由実、オーピー映画）[16]

### ゲーム
- 新宿スカウトバトル（2019年12月2日、DMM GAMES）- 『バサースト』社長・星奈あい 役[17]
- 社長と美女たちの二重奏（2024年3月6日[18]、CREAM SOFT）- 黒木望月 役[19]